# Pau Cendrós
Pau Cendrós López (Palma di Maiorca, 1º aprile 1987) è un calciatore spagnolo, difensore del Collerense.